# Misumena beta
Misumena beta là một loài nhện trong họ Thomisidae.
Loài này thuộc chi Misumena. Misumena beta được Pater Chrysanthus miêu tả năm 1964.